# Gedaged
Gedaged (auch Graged/Krangket, Ragetta, Star, Mitebog, Bel) ist eine in Papua-Neuguinea in der Astrolabe Bay und in Küstendörfern um Madang von 6.954 (2003, SIL) gesprochene austronesische Sprache. 1975 wurden von SIL noch 2.764 Sprecher angegeben. Im Land selbst überwiegend als Bel bezeichnet, hat es als Kirchensprache der heutigen Evangelisch-Lutherische Kirche von Papua-Neuguinea über den Kreis der Muttersprachler hinaus Bedeutung. Mit dem Oberbegriff Bel bezeichnet man auch verschiedene miteinander verwandte Sprachen der Region, u. a. auch Takia und Marik.

## Grammatik
Möglicherweise durch den engen Kontakt mit benachbarten Sprechern von Papua-Sprachen hat sich bei den Bel-Sprachen der Satzbau, von der für andere Sprachen der Sprachfamilie üblichen Subjekt-Verb-Objekt- zur Subjekt-Objekt-Verb-Reihenfolge, verändert. 

## Schrift
Gedaged verfügt schon seit längerem über eine Schriftform. 1925 bis 1935 wurden erste Teile der Bibel übersetzt. Eine vollständige Ausgabe des Neuen Testaments folgte 1960. Ca. 25 bis 50 Prozent der Sprecher können die Sprache auch lesen und schreiben.